# Bakalov
Bakalov je bugarska jurišna puška bullpup dizajna koja je dobila ime po svojem dizajneru Georgiju Delčevu Bakalovu.
Samo oružje se temelji na Kalašnjikovu ali je redizajnirano kao bullpup te se sastoji od 72 dijela. Koristi streljiva različitih kalibara kao što su zapadni 5.56x45 mm i 7.62x51 mm te sovjetski 7.62x39 mm.
Bakalov ima mogućnost montiranja 40 mm bacača granata.
Automatska puška je proizvedena kao prototip te je cijeli projekt otkazan. Razlog toga je financijske prirode zbog čega Bakalov nije uveden u serijsku proizvodnju iako je postojao interes drugih zemalja.

## Vanjske poveznice
- Testiranje Bakalova